# 巴克霍恩 (北卡羅萊納州)
巴克霍恩（英語：Buckhorn）是位於美國北卡羅萊納州奧蘭治縣的非建制地區。

## 地理
巴克霍恩所處的海拔為高於海平面221米（即725英呎），而該地所採用的時區為UTC-5，即北美东部时区（EST）。同時該地設有夏令時間，為UTC-5調快一小時，即UTC-4（EDT）。